# Instrument à résonateur
Les instruments à résonateur désignent des instruments de percussion à cordes pincées ou frottées d'une conception particulière : ils amplifient mécaniquement les vibrations des cordes grâce à un (ou trois) cône très fin en aluminium à la place d'une table d'harmonie ou d'une peau.

## Histoire

### Origines

#### August Stroh
Avant même l'apparition des instruments à résonateurs présenté comme tels, différents systèmes d'amplification du son avaient été utilisés. August Stroh fut le créateur d'un système qui semble être sinon l'origine, au moins un prédécesseur des résonateurs. Il avait conçu divers instruments (ukulélé, violons, etc.) destiné à l'enregistrement sur des rouleaux de cire, ces instruments étaient pourvus de cornets d'amplification qui dirigeaient le son obtenu par la vibration d'un petit système métallique placé sous le chevalet des instruments.
Des sources attestent que John Dopyera affirmait avoir connu ce système, il est donc possible que le système d'August Stroh soit l'origine du développement ultérieur des instruments à résonateurs, toutefois une certaine réserve quant à l'origine réelle doit demeurer au vu des disputes qui opposèrent George Beauchamp et les frères Dopyera (cf. infra).[réf. nécessaire]

### John Dopyera et National
Le premier brevet pour les instruments à résonateur conique a été déposé par George Beauchamp en 1929 et lui a été attribué en 1931
Le deuxième brevet a été déposé par John Dopyera en 1932 et lui a été attribué en 1933.
- John Dopyera et George Beauchamp
- le premier tricone
- le système biscuit inventé avant mais développé après le spider[4]

### Dobro
- les frères Dopyera
- licence pour Regal et d'autres fabricants
- rachat par Gibson

## Organologie
Globalement, on retrouve dans un instrument à résonateur la même structure et les mêmes éléments que dans un instrument classique. Seule la table, la caisse de résonance et le mode de production et d'amplification diffèrent.

### Le premier système: le système tricone

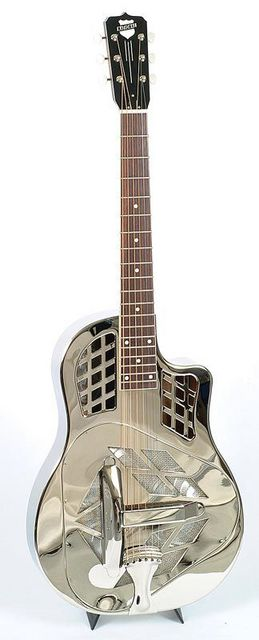
Guitare utilisant un système tricone

À l'origine propriété de National String Instrument Corporation.

### Le second système: le système spider

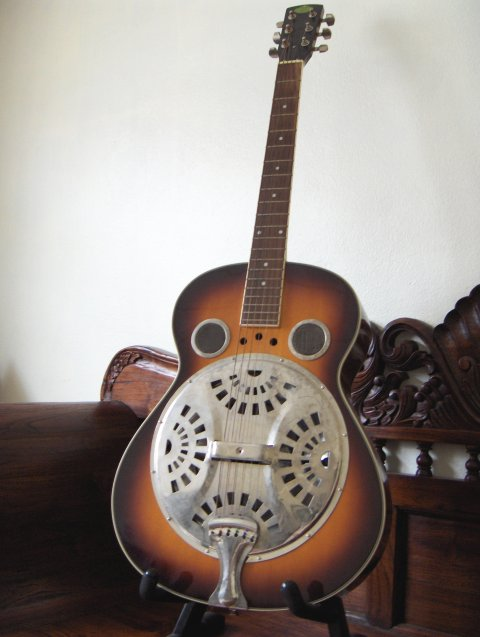
Guitare utilisant un système spider

Associé aux guitares Dobro.

### Le troisième système: le système biscuit
Historiquement créé avant le précédent, son entrée en production fut par contre ultérieure au système spider.